# Jhonny MacKay
Jhonny MacKay (ur. 20 stycznia 1954) – ekwadorski judoka. Olimpijczyk z Montrealu 1976, gdzie zajął dziewiętnaste miejsce w wadze półśredniej.
Uczestnik MŚ juniorów w 1974 roku.

## Letnie Igrzyska Olimpijskie 1976
| Konkurencja | Eliminacje             | Klas. końcowa |
| Konkurencja | Przeciwnik I           | Miejsce       |
| ----------- | ---------------------- | ------------- |
| 70 kg       | Óscar Strático (ARG) P | 19.           |